# Giro d'Itàlia de 1927
El Giro d'Itàlia de 1927 fou la quinzena edició del Giro d'Itàlia i es disputà entre 15 de maig i el 6 de juny de 1927, amb un recorregut de 3.758 km distribuïts en 15 etapes. 266 ciclistes, tots italians, hi van prendre part, acabant-la 80 d'ells. L'inici i final de la cursa fou a Milà.

## Història
La filosofia de la cursa va canviar en aquesta edició: en els mateixos dies de cursa que en l'edició precedent s'afegeixen tres etapes més, per la qual cosa es redueixen els dies de descans. Al mateix temps les etapes són més curtes i sols dues d'elles superen els 300 km, quan fins aleshores era norma habitual superar aquesta distància.
Alfredo Binda va dominar la cursa de cap a fi, guanyant 12 de les 15 etapes, un rècord encara no igualat. Va liderar la classificació general des de la primera fins a la darrera etapa, de la mateixa manera com havia fet Costante Girardengo el 1919. Giovanni Brunero, vencedor de l'edició anterior, fou segon i Antonio Negrini, tercer.
Aquesta fou la darrera participació en el Giro de Giovanni Rossignoli, el que hagués estat el vencedor per temps de la primera edició del 1909. Amb 45 anys acabà 44è, a més de 7 hores de Binda.

## Classificació general
| Classificació General                  | Classificació General     | Classificació General | Classificació General |
| Pos.                                   | Ciclista                  | Temps                 |                       |
| -------------------------------------- | ------------------------- | --------------------- | --------------------- |
| 1                                      | Alfredo Binda (ITA)       | 144h 15' 35"          |                       |
| 2                                      | Giovanni Brunero (ITA)    | + 27' 24"             |                       |
| 3                                      | Antonio Negrini (ITA)     | + 36' 06"             |                       |
| 4                                      | Ermanno Vallazza (ITA)    | + 51' 20"             |                       |
| 5                                      | Giuseppe Pancera (ITA)    | + 54' 29"             |                       |
| 6                                      | Arturo Bresciani (ITA)    | + 1h 10' 03"          |                       |
| 7                                      | Egidio Picchiottino (ITA) | + 1h 11' 54"          |                       |
| 8                                      | Aleardo Simoni (ITA)      | + 1h 32' 14"          |                       |
| 9                                      | Luigi Giacobbe (ITA)      | + 1h 57' 49"          |                       |
| 10                                     | Aristide Cavallini (ITA)  | + 2h 05' 44"          |                       |
| 266 participants, 80 acabaren la cursa |                           |                       |                       |

## Etapes
| Etapa | Data       | Recorregut            | Km  | Vencedor d'etapa          | Líder de la general |
| ----- | ---------- | --------------------- | --- | ------------------------- | ------------------- |
| 1a    | 15 de maig | Milà – Torí           | 288 | Alfredo Binda (ITA)       | Alfredo Binda (ITA) |
| 2a    | 17 de maig | Torí - Reggio Emilia  | 321 | Alfredo Binda (ITA)       | Alfredo Binda (ITA) |
| 3a    | 19 de maig | Reggio Emilia - Lucca | 207 | Alfredo Binda (ITA)       | Alfredo Binda (ITA) |
| 4a    | 20 de maig | Lucca - Grosseto      | 240 | Domenico Piemontesi (ITA) | Alfredo Binda (ITA) |
| 5a    | 22 de maig | Grosseto - Roma       | 258 | Alfredo Binda (ITA)       | Alfredo Binda (ITA) |
| 6a    | 23 de maig | Roma - Nàpols         | 257 | Alfredo Binda (ITA)       | Alfredo Binda (ITA) |
| 7a    | 24 de maig | Nàpols - Avellino     | 153 | Alfredo Binda (ITA)       | Alfredo Binda (ITA) |
| 8a    | 26 de maig | Avellino - Bari       | 272 | Alfredo Binda (ITA)       | Alfredo Binda (ITA) |
| 9a    | 27 de maig | Bari - Campobasso     | 244 | Alfredo Binda (ITA)       | Alfredo Binda (ITA) |
| 10a   | 29 de maig | Campobasso - Pescara  | 220 | Alfredo Binda (ITA)       | Alfredo Binda (ITA) |
| 11a   | 30 de maig | Pescara - Pesaro      | 218 | Arturo Bresciani (ITA)    | Alfredo Binda (ITA) |
| 12a   | 1 de juny  | Pesaro - Treviso      | 306 | Alfredo Binda (ITA)       | Alfredo Binda (ITA) |
| 13a   | 2 de juny  | Treviso - Trieste     | 208 | Giovanni Brunero (ITA)    | Alfredo Binda (ITA) |
| 14a   | 4 de juny  | Trieste - Verona      | 276 | Alfredo Binda (ITA)       | Alfredo Binda (ITA) |
| 15a   | 6 de juny  | Verona - Milà         | 291 | Alfredo Binda (ITA)       | Alfredo Binda (ITA) |